# IKHP Huskvarna
IKHP Huskvarna är en idrottsklubb i kommundelen Huskvarna i Jönköpings kommun. Den har verkat inom friidrott, orientering och nordisk skidsport och under senare år har även mountainbike och triathlon tillkommit. 

## Historik
Klubben bildades som Idrottsklubben Hakarpspojkarna den 1 februari 1929 på Jutaholms café med inriktning på friidrott, cykel- och skidsport. Klubbens motto var från start: Kamratskapet framför allt.
Klubblokalen IKHP-stugan i Norra Klevaliden byggdes 1936. Den är belägen vid ingången till naturreservatet Huskvarnabergen och är öppen för allmänheten. 2017 invigdes den nya delen av serveringsbyggnaden som har byggts till. Man planerar även att renovera sportbyggnaden och etablera nya gymlokaler.
I februari 2020 beslutade årsmötet att klubben skulle byta namn till IKHP Huskvarna.

## Slalombacke
Klubben svarar för skötseln av Huskvarna slalombacke Strutsabacken, även känd som Palladam.

## Meriter
- Segrare 10-mila: 1969, 1970, 1974, 1995
- Segrare 10-mila (ungdomskavlen): 1999, 2017
- Segrare Jukolakavlen: 1992
- Segrare 25manna: 1993, 1994